# Pycnonotus goiavier
Il bulbul corona nera (Pycnonotus goiavier (Scopoli, 1786)) è un uccello della famiglia Pycnonotidae.

## Distribuzione e habitat
La specie è diffusa in Myanmar, Malaysia, Brunei, Thailandia, Cambogia, Laos, Vietnam, Indonesia, Filippine e Singapore.